# Ludwigia prieurea
Ludwigia prieurea là một loài thực vật có hoa trong họ Anh thảo chiều. Loài này được (Guill. & Perrault) Troch. mô tả khoa học đầu tiên năm 1935.